# Balogh Henrietta
Balogh Henrietta (Siófok, 1993. május 22. –) válogatott magyar labdarúgó, középpályás.

## Pályafutása

### Klubcsapatban
2005-ben a Balatoni Vasas SE csapatában kezdte a labdarúgást. 2007-ben igazolt a Femina csapatához, ahol 2008-ban mutatkozott be az élvonalban. 2015 óta a Viktória-Haladás labdarúgója.

### A válogatottban
2017 óta két alkalommal szerepelt a válogatottban.

## Statisztika

### Mérkőzései a válogatottban
| Magyarország | Magyarország         | Magyarország | Magyarország | Magyarország | Magyarország | Magyarország | Magyarország | Magyarország |
| #            | Dátum                | Helyszín     | Hazai        | Eredmény     | Vendég       | Kiírás       | Gólok        | Esemény      |
| ------------ | -------------------- | ------------ | ------------ | ------------ | ------------ | ------------ | ------------ | ------------ |
| 1.           | 2017. szeptember 14. | Telki        | Magyarország | 0 – 3        | Skócia       | barátságos   | -            |              |
| 2.           | 2018. július 27.     | Balatonfüred | Magyarország | 1 – 4        | Románia      | Balaton-kupa | -            | 78'          |
|              | Összesen             |              |              | 2            | mérkőzés     |              | 0            | gól          |